# Списък на селата в България/Абланица – Голямо Асеново
Това е списък на селата в България, подредени по азбучен ред. Всеки списък има около 1000 села.
- Абланица – Голямо Асеново;
- Голямо Белово – Калайджии;
- Калейца – Неделкова гращица;
- Неделково – Скорците;
- Скравена – Яхиново.

## Абланица – Бакьово
Абланица (област Благоевград),
Абланица (област Ловеч),
Абланица (област Пазарджик),
Абрит,
Аврамово (област Благоевград),
Аврамово (област Кърджали),
Аврен (област Варна),
Аврен (област Кърджали),
Агатово,
Азманите,
Айдемир,
Айрово,
Аканджиево,
Акациево,
Аламовци,
Албанци,
Алваново,
Алдомировци,
Алеко Константиново,
Алеково (област Велико Търново),
Алеково (област Силистра),
Александрия,
Александрово (област Бургас),
Александрово (област Велико Търново),
Александрово (област Ловеч),
Александрово (област Стара Загора),
Александрово (област Търговище),
Александрово (област Хасково),
Александрово (област Шумен),
Александрово (област Ямбол),
Александър Стамболийски,
Алендарова,
Алиговска,
Алино,
Алтимир,
Алцек,
Ангел войвода,
Ангеларий,
Ангелов,
Анево,
Антимово (област Видин),
Антимово (област Силистра),
Антон,
Априлово (Софийска област),
Априлово (област Стара Загора),
Априлово (област Търговище),
Априлци (област Кърджали),
Априлци (област Пазарджик),
Арбанаси,
Арда,
Арзан,
Арковна,
Армените,
Армянковци,
Арнаутито,
Арпаджик,
Арчар,
Асен,
Асеновец,
Асеново (област Велико Търново),
Асеново (област Плевен),
Асеново (област Ямбол),
Асеновци,
Аспарухово (област Бургас),
Аспарухово (област Варна),
Аспарухово (област Монтана),
Аспарухово (област Плевен),
Атия,
Атолово,
Ауста,
Ахматово,
Ахрянско,
Баба Тонка,
Бабек,
Бабино,
Бабинска река,
Бабинци,
Бабица,
Бабово,
Бабук,
Бабяк,
Багалевци,
Багра,
Багренци,
Багрилци,
Багрянка,
Бадевци,
Бадино,
Баевци (област Велико Търново),
Баевци (област Габрово),
Баждари,
Байкал,
Байкалско,
Байково,
Байлово,
Бакалите,
Бакьово

## Балабаново – Бели извор
Балабаново,
Балабанско,
Балабанчево,
Баланите,
Баланово,
Балван,
Балванците,
Балдево,
Балей,
Балик,
Балиновци,
Балкан,
Балкан махала,
Балканец,
Балкански,
Балканци (област Велико Търново),
Балканци (област Добрич),
Балуци,
Балша,
Бальовци,
Балювица,
Бангейци,
Банево,
Баниска,
Баните,
Баница,
Баничан,
Банище,
Банковец,
Банковци,
Банкя,
Баново,
Баня (област Благоевград),
Баня (област Бургас),
Баня (област Пазарджик),
Баня (област Сливен),
Бараково,
Бараци,
Барутин,
Басарбово,
Баскалци,
Бата,
Батак,
Батин,
Батишница,
Батово,
Батошево,
Батулия,
Батулци,
Баурене,
Бахалин,
Баховица,
Бахреци,
Бацова махала,
Бачево,
Бачково,
Башево,
Бащино (област Кърджали),
Бащино (област Силистра),
Бащино (област Стара Загора),
Баячево,
Бдинци,
Беброво,
Беглеж,
Бегово,
Бегуновци,
Бегунци,
Беден,
Беджене,
Бедрово,
Бежаново (област Добрич),
Бежаново (област Ловеч),
Безводица,
Безводно,
Безден,
Безденица,
Безмер (област Добрич),
Безмер (област Ямбол),
Бейковци,
Бекриите,
Бел камен,
Бела Рада,
Бела,
Беланица,
Беласица,
Белащица,
Белгун,
Белев дол,
Белевехчево,
Белеврен,
Беленци,
Бели Искър,
Бели Лом,
Бели Осъм,
Бели брег,
Бели брод,
Бели бряг,
Бели вир,
Бели дол,
Бели извор

## Бели пласт – Богдан
Бели пласт,
Белила,
Белимел,
Белинци,
Белица (област Габрово),
Белица (област Пловдив),
Белица (област Силистра),
Белица (Софийска област),
Белица (област Хасково),
Белиш,
Бело поле (област Благоевград),
Бело поле (област Видин),
Беловец,
Беловица,
Белоградец,
Белодол,
Белозем,
Белокопитово,
Беломорци,
Беломъжите,
Белополци,
Белополяне,
Белопопци,
Белотинци,
Белцов,
Белчин,
Белчински бани,
Бельово,
Беляковец,
Беляново,
Бенковски (област Варна),
Бенковски (област Добрич),
Бенковски (област Кърджали),
Бенковски (област Пловдив),
Бенковски (Софийска област),
Бенковски (област Стара Загора),
Берайнци,
Беренде (област Перник),
Беренде (Софийска област),
Беренде извор,
Бериево,
Берковски,
Берковци,
Бероново,
Берсин,
Беслен,
Беснурка,
Биволаре,
Биволяне,
Бижовци (област Велико Търново),
Бижовци (област Габрово),
Биково,
Билинци,
Билка,
Било (област Добрич),
Билянска,
Бинкос,
Биркова,
Бисер,
Бисерци,
Бистра (област Силистра),
Бистра (област Търговище),
Бистренци,
Бистрец (област Бургас),
Бистрец (област Добрич),
Бистрилица,
Бистрица (област Благоевград),
Бистрица (област Кюстендил),
Бистрица (София-град),
Бистроглед,
Благово (област Монтана),
Благово (област Шумен),
Благоево (област Велико Търново),
Благоево (област Разград),
Благун,
Блажиево,
Блатец (област Кюстендил),
Блатец (област Сливен),
Блатешница,
Блатино,
Блатница,
Блато,
Блатска,
Бленика,
Близнак,
Близнаци (област Варна),
Близнаци (област Шумен),
Близнец,
Блъсково,
Блъсковци,
Боазът,
Бобевци,
Бобешино,
Бобовец,
Бобораци,
Бов,
гара Бов,
Богатино,
Богатово,
Богдан (област Добрич),
Богдан (област Пловдив)

## Богданица – Борци
Богданица,
Богданлия,
Богдановдол,
Богданово (област Бургас),
Богданово (област Сливен),
Богданско,
Богданци (област Разград),
Богданци (област Силистра),
Богданчовци,
Богойна,
Боголин,
Богомил,
Богомилово,
Богомилци,
Богомолско,
Богорово (област Силистра),
Богорово (област Ямбол),
Богородица,
Богослов,
Богутево,
Богьовци,
Боденец,
Бодрово,
Боево,
Боерица,
Божак,
Божан,
Божаново,
Бождово,
Божевци,
Боженица,
Боженците,
Божичен,
Божурец,
Божурица,
Божурка,
Божурлук,
Божурово (област Добрич),
Божурово (област Разград),
Божурово (област Шумен),
Божурци,
Бозаджии,
Бозвелийско,
Боздуганово,
Бозьова,
Боил,
Бойковец,
Бойково,
Бойковци,
Бойник,
Бойница,
Бойно,
Бойновци,
Бойчеви колиби,
Бойчета,
Бойчовци,
Бокиловци,
Болтата,
Болярино,
Болярски извор,
Болярско,
Болярци (област Варна),
Болярци (област Кърджали),
Болярци (област Пловдив),
Бонево,
Бор,
Борец,
Борие,
Борика (област Смолян),
Борика (Софийска област),
Борики,
Бориково,
Бориловец,
Борилово,
Борима,
Боримечково,
Борино,
Бориново,
Боринци,
Борислав,
Бориславци,
Борисово (област Русе),
Борисово (област Ямбол),
Борнарево,
Боров дол,
Борован,
Боровец,
Боровина,
Боровица (област Видин),
Боровица (област Кърджали),
Боровичене,
Борово (област Благоевград),
Борово (област Пловдив),
Борово (област Стара Загора),
Боровско,
Боровци,
Борското,
Борущица,
Борци

## Боряна – Бубино
Боряна,
Босевци,
Босилица,
Босилково (област Бургас),
Босилково (област Смолян),
Босилковци,
Босна,
Боснек,
Бостаните,
Бостанци,
Бостина,
Ботево (област Варна),
Ботево (област Видин),
Ботево (област Враца),
Ботево (област Монтана),
Ботево (област Ямбол),
Ботров,
Ботуня,
Ботурче,
Бохова,
Бохот,
Бочковци,
Бошуля,
Бояджик,
Боян,
Боян Ботево,
Бояна,
Бояново (област Видин),
Бояново (област Ямбол),
Бояновци,
Боянци,
Брадвари,
Бракница,
Бракьовци,
Браниполе,
Браница,
Браничево,
Бранище,
Бранковци,
Братан,
Братаница,
Братово (област Бургас),
Братово (област Търговище),
Братушково,
Братя Даскалови,
Братя Кунчеви,
Брегаре,
Брегово,
Брежана,
Брежани,
Брежниците,
Брезе (област Смолян),
Брезе (Софийска област),
Брезен,
Брезница,
Брезнишки извор,
Брезовдол,
Брезово (област Велико Търново),
Бреница (област Плевен),
Бреница (област Силистра),
Брест (област Кюстендил),
Брест (област Плевен),
Брестак,
Брестака,
Бресте,
Брестник,
Брестница (област Добрич),
Брестница (област Ловеч),
Брестова,
Брестовене,
Брестовец,
Брестовица (област Пловдив),
Брестовица (област Русе),
Брестово (област Благоевград),
Брестово (област Ловеч),
Брод,
Бродилово,
Брош,
Брусен (област Враца),
Брусен (Софийска област),
Брусино,
Брусник,
Брънеците,
Бръчковци,
Бръшлен,
Бръшлян,
Бръшляница,
Бръщен,
Бряговец,
Бряговица,
Брягово (област Пловдив),
Брягово (област Хасково),
Бряст,
Брястовец,
Брястово (област Добрич),
Брястово (област Сливен),
Брястово (област Хасково),
Бубино

## Бузовград – Варвара
Бузовград,
Бузяковци,
Буйновица,
Буйново (област Смолян),
Буйново (област Търговище),
Буйновци,
Бук,
Букак,
Буката,
Букаците,
Букова поляна,
Буковец (област Велико Търново),
Буковец (област Видин),
Буковец (област Враца),
Буковец (област Монтана),
Буковец (Софийска област),
Буковлък,
Буково (област Благоевград),
Буково (област Пловдив),
Буково (област Смолян),
Букоровци,
Булаир,
Буново (област Кюстендил),
Буново (Софийска област),
Бунцево,
Бураново,
Бурево,
Буря,
Бусинци,
Бусманци,
Бутан,
Бутово,
Бутрева,
Бутроинци,
Буховци,
Бучин проход,
Бучино,
Бучуковци,
Бъдеще,
Бъзовец (област Монтана),
Бъзовец (област Русе),
Бъзовица,
Бъзън,
Българаново,
Българево,
Българене (област Ловеч),
Българене (област Плевен),
Българене (област Стара Загора),
Българи (област Бургас),
Българи (област Габрово),
Българин,
Българка,
Българска поляна,
Български извор,
Българско Сливово,
Българчево,
Бърдарево,
Бърдарски геран,
Бърдени,
Бърдо,
Бърдоква,
Бърза река,
Бързея,
Бързина,
Бързица,
Бързия,
Бъркач,
Бъркачево,
Бърложница,
Бърля,
Бърчево,
Бъта,
Бяга,
Бял бряг,
Бял извор (област Кърджали),
Бял извор (област Стара Загора),
Бял кладенец (област Сливен),
Бял кладенец (област Хасково),
Бяла,
Бяла вода (област Бургас),
Бяла вода (област Плевен),
Бяла паланка,
Бяла поляна,
Бяла река (област Велико Търново),
Бяла река (област Пловдив),
Бяла река (област Смолян),
Бяла река (област Шумен),
Бялградец,
Бялка,
Бялково,
Бялковци,
Бяло поле,
Вазово,
Вакарел,
Ваклино,
Ваклиново,
Ваксево,
Валевци,
Варана,
Варвара (област Бургас),
Варвара (област Пазарджик)

## Вардим – Вискяр
Вардим,
Вардун,
Варненци,
Варник,
Варовник,
Васил Друмев,
Васил Левски (област Пловдив),
Васил Левски (област Силистра),
Васил Левски (област Стара Загора),
Васил Левски (област Търговище),
Василево,
Василовци (област Монтана),
Василовци (Софийска област),
Васильово,
Васково,
Ведраре,
Ведрина,
Ведрово,
Везенково,
Векилски,
Веленци,
Велешани,
Велика,
Великан,
Великденче (област Кърджали),
Великденче (област Търговище),
Великово (област Добрич),
Великово (област Стара Загора),
Великовци,
Велино,
Велиново,
Велислав,
Величка,
Величково (област Варна),
Величково (област Пазарджик),
Велково,
Велковци (област Велико Търново),
Велковци (област Габрово),
Велковци (област Перник),
Велчево (област Велико Търново),
Велчево (област Ловеч),
Велчовци,
Вельово,
Велющец,
Венелин,
Венец (област Бургас),
Венец (област Стара Загора),
Венец (област Шумен),
Венковец,
Венчан,
Верен,
Веренци,
Веринско,
Верско,
Веселец (област Разград),
Веселец (област Търговище),
Веселие,
Веселина (област Велико Търново),
Веселина (област Разград),
Веселиново (област Шумен),
Веселиново (област Ямбол),
Веслец,
Ветрен (област Кюстендил),
Ветрен (област Силистра),
Ветрен (област Стара Загора),
Ветрен дол,
Ветрино,
Ветринци,
Ветрище,
Ветрово,
Ветрушка,
Вехтино,
Вехтово,
Вещица,
Виден,
Видинци,
Видлица,
Видно,
Видрар,
Видраре,
Видрица,
Виево,
Визица,
Виларе,
Винарово (област Видин),
Винарово (област Стара Загора),
Винарско,
Винево,
Виница (област Пловдив),
Винище,
Виноград,
Виноградец,
Виногради,
Вирове,
Вировско,
Вис,
Вискяр

## Висок – Вукан
Висок,
Висока могила,
Висока поляна (област Кърджали),
Висока поляна (област Шумен),
Висока,
Високите,
Високовци,
Витановци,
Витина,
Вихрен,
Вичово,
Вишан,
Вишеград,
Вишлене,
Вишна,
Вишнево,
Вишовград,
Владая,
Владимир,
Владимирово (област Добрич),
Владимирово (област Монтана),
Владимирово (област Хасково),
Владимировци,
Владиня,
Владислав,
Владиславци,
Владиченци,
Владо Тричков,
Влайчовци,
Власатица,
Влахи,
Влахово,
Водач,
Воден (област Пловдив),
Воден (област Хасково),
Воден (област Ямбол),
Воденичане,
Воденичарово,
Воденичарско,
Воденци,
Водица (област Варна),
Водица (област Търговище),
Водна,
Водни пад,
Водно (област Велико Търново),
Водно (област Силистра),
Воднянци (област Видин),
Воднянци (област Добрич),
Водолей,
Вождово,
Войвода,
Войводенец,
Войводино,
Войводиново,
Войводово (област Враца),
Войводово (област Хасково),
Войкова лъка,
Войнеговци,
Войнежа,
Войника,
Войниково,
Войница,
Войници,
Войнишка,
Войново (област Кърджали),
Войново (област Силистра),
Войнягово,
Войсил,
Вокил,
Волно,
Воловарово,
Воловарци,
Волово,
Волуяк,
Вонеща вода,
Врабево,
Врабците,
Врабча,
Вракуповица,
Враненци,
Врани кон,
Враниловци,
Вранино,
Вранинци,
Вранско,
Враня стена,
Враня,
Враняк,
Врата,
Вратарите,
Вратица,
Вратца,
Врачанци,
Врачеш,
Врело,
Вресово,
Връв,
Връдловци,
Всемирци,
Вукан

## Вуково – Генерал Гешево
Вуково,
Въбел,
Въгларово,
Въглевци,
Въглен (област Варна),
Въглен (област Сливен),
Възел,
Вълкан,
Вълков дол,
Вълкович,
Вълково,
Вълкосел,
Вълнари,
Вълча поляна,
Вълчан дол,
Вълчан,
Вълчанка,
Вълчаново,
Вълче поле,
Вълчек,
Вълчи извор,
Вълчин,
Вълчитрън,
Вълчовци,
Вълчовци (кметство Майско),
Върба (област Видин),
Върба (област Смолян),
Върбак,
Върбен (област Кърджали),
Върбен (област Пловдив),
Върбенци,
Върбешница,
Върбина,
Върбино,
Върбица (област Велико Търново),
Върбица (област Враца),
Върбица (област Плевен),
Върбица (област Хасково),
Върбница,
Върбовка,
Върбово (област Видин),
Върбово (област Смолян),
Върбово (област Хасково),
Върбовчец,
Върбяне,
Въргов дол,
Вързилковци,
Вързулица,
Върли дол (област Кърджали),
Върли дол (област Смолян),
Върлинка,
Върлино,
Въртоп,
Върхари,
Вършило,
Габаре,
Габарево,
Габер (област Добрич),
Габер (Софийска област),
Габерово (област Бургас),
Габерово (област Хасково),
Габра,
Габрене,
Габрешевци,
Габрина,
Габрица (област Смолян),
Габрица (област Шумен),
Габровдол,
Габровица,
Габровница (област Монтана),
Габровница (Софийска област),
Габрово (област Благоевград),
Габрово (област Кърджали),
Габровци,
Габър,
Габърница,
Гавраилово,
Гаврил Геново,
Гаганица,
Гагово,
Гайкини,
Гайтанево,
Гайтаниново,
Гайтаните,
Гайтанци,
Галата,
Галатин,
Галиче,
Галище,
Галово,
Ганчовец,
Гара Бов,
Гара Лакатник,
Гара Орешец,
Гарван (област Габрово),
Гарван (област Силистра),
Гарваново,
Гащевци,
Гега,
Гела,
Гелеменово,
Генерал Гешево

## Генерал Инзово – Голямо Асеново
Генерал Инзово,
Генерал Кантарджиево,
Генерал Киселово,
Генерал Колево (област Варна),
Генерал Колево (област Добрич),
Генерал Мариново,
Генерал Тодоров,
Генерал Тошево,
Генералово,
Геновци,
Генчовци,
Генчовци,
Георги Дамяново,
Георги Добрево,
Гергевец,
Гергини,
Герман,
Гецово,
Геша,
Гешаново,
Гиген,
Гигинци,
Гинци,
Гирчевци,
Гита,
Глава,
Главан (област Силистра),
Главан (област Стара Загора),
Главановци (област Монтана),
Главановци (област Перник),
Главанци,
Главатар,
Главатарци,
Главаци,
Главиница,
Главник,
Глашатай,
Гледаци,
Гледачево,
Гледка,
Глогинка,
Глогино,
Глоговец,
Глоговица,
Глогово,
Гложене (област Враца),
Гложене (област Ловеч),
Глумово,
Глумче,
Глутниците,
Глуфишево,
Глухар,
Глушка,
Глушник,
Гняздово,
Говедаре,
Говедарци,
Говежда,
Годешево,
Годлево,
Гоз,
Гоздевица,
Гоздейка,
Голак,
Голем Цалим,
Голема Раковица,
Голема Фуча,
Големани,
Големаните,
Големаново,
Големанци,
Големи Българени,
Големо Бабино,
Големо Бучино,
Големо Малово,
Големо село,
Голец,
Голеш (област Силистра),
Голеш (Софийска област),
Голешово,
Голица,
Голобрад,
Голобрадово,
Голям Върбовник,
Голям Девесил,
Голям Дервент,
Голям Извор,
Голям Поровец,
Голям дол,
Голям извор (област Ловеч),
Голям извор (област Хасково),
Голям манастир,
Голям чардак,
Голяма Брестница,
Голяма Желязна,
Голяма Чинка,
Голяма бара,
Голяма вода,
Голяма долина,
Голямо Асеново